# Austro-Fiat AFN
Les Austro-FIAT AFN et AF25 sont des camions moyens fabriqués et commercialisés par le constructeur Austro-hongrois ÖAF ayant comme dénomination commerciale Austro-FIAT (filiale du constructeur italien Fiat V.I.). Il a été produit de 1924 à 1937 et recevra plusieurs liftings au fil de sa production.

## Historique

### Les différentes phases
L'AFN recevra cinq version différentes au fil de sa production.
Phase 1
Produit de 1924 à 1930
Phase 2
Produit en 1931 et 1932
Phase 3
Produit en 1933 et 1934. Il intègre beaucoup de la cabine du Fiat 618. Le moteur est nouveau et plus puissant.
Phase 4
Produit en 1935
Phase 5
Produit en 1936 et 1937. Pour cette dernière version, avant la sortie de nouveaux modèles réclamés par l'armée en vue des préparatifs à la seconde guerre mondiale, seule l'esthétique de la face avant de la cabine est revue pour devenir plus aérodynamique et rester dans l'air du temps. La grille du radiateur reprend les lignes de celui de la Fiat 508 Balilla seconde série avec sa fameuse forme en pointe vers le bas.

## Les différentes versions
- Austro-Fiat AFN : châssis cabine pour camion porteur et dérivés par des carrossiers spécialisés. Il sera également utilisé par les militaires comme transport de marchandises et de soldats ; des sièges pouvaient être disposés le long des parois latérales à l'arrière.
- Austro-Fiat AF25 :
- Austro-Fiat AFNP et AEN : châssis cabine, camion porteur pour les pompiers. L'arrière pouvait, comme la version militaire, transporter du personnel mais également être équipé d'une grande échelle ou d'une citerne à eau ; la pompe pouvait débiter jusqu'à 1 000 litres à la minute[réf. nécessaire].
- Austro-Fiat AFN 11-42 : version autobus.

## Caractéristiques
Constitué d'un châssis traditionnel, il est équipé d'un moteur Fiat 4 cylindres essence de 2.850 cm3 de cylindrée développant 42 Ch  et,à partir de 1928, 60 Ch pour équiper la version avec 3,5 tonnes de charge utile.
- Puissance = 42 - 50 - 60 ch
- Poids = charge utile : 2.000 / 3.500 kg